# モルダヴィア・ソビエト社会主義共和国の国旗
モルダヴィア・ソビエト社会主義共和国の国旗は1941年に最初に制定され、その後のデザイン変更による1952年制定のものがソビエト連邦の崩壊間際まで使用された。

## 変遷
1925年4月23日からのモルダヴィア自治社会主義ソビエト共和国憲法の第48条においては、
と定められていた。この時点では具体的な国旗は策定されていなかったが、同年9月4日に中央執行委幹部会は特別委に国旗の策定を命じた。同月21日に中央執行委小幹部会は、赤旗の上に次の意匠を配したものをモルダヴィア自治共和国の国旗と決議した。
翌10月19日に中央執行委は、国章とともにこの国旗を承認した。

1925年10月19日から1932年2月2日までのモルダヴィア自治社会主義ソビエト共和国の国旗

1932年2月2日にウクライナ共産党モルダヴィア州委局はモルダヴィア語アルファベットのラテン文字化を決議したため、国旗の国名表記も „R.A.S.S.M.” へ変更されたと思われるが、その詳細は明らかになっていない。
その後、1937年にウクライナ共和国が国旗を刷新し、これに伴ってモルダヴィア自治共和国国旗も、翌1938年1月6日に採択された新憲法の第112条により一新された。

1938年1月6日から2月27日までのモルダヴィア自治ソビエト社会主義共和国の国旗

しかし、新憲法の採択からわずか52日後の翌2月27日、党モルダヴィア州局は再びモルダヴィア語アルファベットをキリル文字へと書き換える決議をなした。

1938年2月27日から1941年2月10日までのモルダヴィア自治ソビエト社会主義共和国の国旗

2年後の1940年8月2日にモルダヴィア自治共和国はモルダヴィア・ソビエト社会主義共和国へと昇格し、翌1941年2月10日に第1期モルダヴィア共和国最高会議は、新たな憲法を採択した。
条文には文字の配置については規定がないが、配置は円弧状であった。

1941年2月10日から1952年1月31日までのモルダヴィア・ソビエト社会主義共和国の国旗

1947年2月に連邦最高会議幹部会は各構成共和国が新たな国旗を策定するよう勧告する決議を採択し、これに伴って連邦科学アカデミーモルダヴィア共和国支部が策定した新たな国旗案は、1952年1月31日のモルダヴィア共和国最高会議幹部会令によって承認された。
この変更は、同年4月11日に最高会議によって憲法第118条に反映された。翌1955年12月24日の最高会議幹部会令「モルダヴィア・ソビエト社会主義共和国の国旗に関する規則」により、デザインについての細則が定められた。
その後、ソビエト連邦の崩壊間際の1990年4月27日、最高会議は「モルダヴィア・ソビエト社会主義共和国の国旗について」の法令を定め、1978年からの憲法の第168条に次のような変更を加えた。

1990年4月27日の国旗

考案者のS・タバクとS・オダイニクの回顧録によれば、国旗の左端をアジュールとしたのは、左端を群青とするルーマニアの国旗との混同を避けるためであるという。しかし、中央に表示するとされた肝心の国章は新案がまだ承認されておらず、表示される国章はやむなく1940年以来のものと解釈された。これに対して代議員らは暫定的に国章なしでの国旗の使用を決議し、同日夜には最高会議議事堂にトリコロールが掲げられた。

1990年4月27日から11月3日までの国旗

翌5月12日には、最高会議決議第17-7により国旗の縦横比を1:2、国章の幅を国旗の幅の5分の1とすることが承認されたが、未だ国章自体については決定されないままであった。翌6月23日にモルダヴィア共和国は国名を「モルドバ・ソビエト社会主義共和国」と改称するとともに主権宣言を行い、11月3日にようやく最高会議は新たなモルドバの国章を承認した。その後、翌1991年5月23日にモルドバ・ソビエト社会主義共和国は「モルドバ共和国」と改称し、8月27日にソ連からの独立を宣言した。

1990年11月3日からの国旗

なお、同時期にモルドバから一方的に独立した沿ドニエストル共和国の国旗は、1952年から1990年までのモルダヴィア・ソビエト社会主義共和国の国旗と全く同一のものである。

沿ドニエストル共和国の国旗